# Santiago Gallino
Santiago Pío Gallino (ur. ? – zm. ?) – argentyński piłkarz, grający podczas kariery na pozycji obrońcy.

## Kariera klubowa
Santiago Gallino podczas kariery piłkarskiej występował w klubie Gimnasia y Esgrima Buenos Aires.

## Kariera reprezentacyjna
W reprezentacji Argentyny Gallino występował w 1910. W reprezentacji zadebiutował 27 maja 1910 w wygranym 3-1 towarzyskim meczu z Chile.
W 1910 został powołany na pierwszą, jeszcze nieoficjalną edycję Mistrzostw Ameryki Południowej, który wówczas nazywał się Copa Centenario Revolución de Mayo 1910. Na turnieju w Buenos Aires Gallino był rezerwowym i nie wystąpił w żadnym meczu.
Ostatni raz w reprezentacji Gallino wystąpił 27 listopada 1910 w przegranym 2-6 meczu z Urugwajem, którego stawką była Gran Premio de Honor Argentino. Ogółem w barwach albicelestes wystąpił w 3 meczach.
| Mecze i gole w reprezentacji | Mecze i gole w reprezentacji | Mecze i gole w reprezentacji | Mecze i gole w reprezentacji | Mecze i gole w reprezentacji | Mecze i gole w reprezentacji | Mecze i gole w reprezentacji |
| #                            | Data                         | Miasto                       | Przeciwnik                   | Gol                          | Wynik                        | Rozgrywki                    |
| ---------------------------- | ---------------------------- | ---------------------------- | ---------------------------- | ---------------------------- | ---------------------------- | ---------------------------- |
| 1.                           | 27.05.1910                   | Buenos Aires                 | Chile                        |                              | 3:1                          | towarzyski                   |
| 2.                           | 13.11.1910                   | Buenos Aires                 | Urugwaj                      |                              | 1:1                          | Gran Premio Argentino        |
| 3.                           | 27.11.1910                   | Buenos Aires                 | Urugwaj                      |                              | 2:6                          | Gran Premio Argentino        |